# Hollandia a 2024. évi nyári olimpiai játékokon
Hollandia a franciaországi Párizsban megrendezett 2024. évi nyári olimpiai játékok egyik részt vevő nemzete volt. Az országot az olimpián 26 sportágban 289 sportoló képviselte, akik összesen 34 érmet szereztek.

## Asztalitenisz
Női
| Versenyző     | Versenyszám | Selejtező         | 64-es főtábla                             | 32-es főtábla                                                    | Nyolcaddöntő                                               | Negyeddöntő       | Elődöntő          | Döntő             | Helyezés |
| Versenyző     | Versenyszám | Ellenfél Eredmény | Ellenfél Eredmény                         | Ellenfél Eredmény                                                | Ellenfél Eredmény                                          | Ellenfél Eredmény | Ellenfél Eredmény | Ellenfél Eredmény | Helyezés |
| ------------- | ----------- | ----------------- | ----------------------------------------- | ---------------------------------------------------------------- | ---------------------------------------------------------- | ----------------- | ----------------- | ----------------- | -------- |
| Britt Eerland | Egyes       | erőnyerő          | Hana Goda (EGY) · 11–9, 13–11, 11–6, 11–6 | Hana Matelová (CZE) · 13–11, 8–11, 10–12, 9–11, 11–8, 11–9, 11–9 | Csen Meng (Chen Meng) (CHN) · 11–8, 5–11, 6–11, 4–11, 8–11 | kiesett           | kiesett           | kiesett           | 9.       |

## Breaktánc
| Versenyző (becenév)    | Versenyszám  | Selejtező                                      | Csoportkör | Csoportkör | Csoportkör | Negyeddöntő                                | Elődöntő                       | Döntő                                                         | Helyezés |
| Versenyző (becenév)    | Versenyszám  | Ellenfél Eredmény                              | Ellenfél Eredmény | Pont       | Hely.      | Ellenfél Eredmény                          | Ellenfél Eredmény              | Ellenfél Eredmény                                             | Helyezés |
| ---------------------- | ------------ | ---------------------------------------------- | --- | ---------- | ---------- | ------------------------------------------ | ------------------------------ | ------------------------------------------------------------- | -------- |
| Lee-Lou Demierre (Lee) | Férfi egyéni |                                                | C csoport · Kim Hong-Yul (KOR) · (Hongten) · 2–0 · Jeffrey Louis (USA) · (Jeffro) · 0–2 · Gaetan Alin (FRA) · (Lagaet) · 2–0          | 4          | 2.         | Philip Kim (CAN) · (Phil Wizard) · 0–3     | kiesett                        | kiesett                                                       | 6.       |
| Menno van Gorp (Menno) | Férfi egyéni |                                                | D csoport · Amir Zakirov (KAZ) · (Amir) · 2–0 · Sun Chen (TPE) · (Quake) · 2–0 · Bilal Mallakh (MAR) · (Billy) · 2–0                  | 6          | 1.         | Shigeyuki Nakarai (JPN) · (Shigekix) · 0–3 | kiesett                        | kiesett                                                       | 7.       |
| India Sardjoe (India)  | Női egyéni   | Manizha Talash (EOR) · (Talash) · 3–0 kizárták | A csoport · Vanessa Marina (POR) · (Vanessa) · 2–0 · Sunny Choi (USA) · (Sunny) · 2–0 · Liu Csing-ji (Liu Qingyi) (CHN) · (671) · 2–0 | 6          | 1.         | Ayumi Fukushima (JPN) · (Ayumi) · 2–1      | Juasza Ami (JPN) · (Ami) · 1–2 | Bronzmérkőzés · Liu Csing-ji (Liu Qingyi) (CHN) · (671) · 1–2 | 4.       |

## Golf
| Versenyző    | Versenyszám | 1. forduló | 1. forduló | 2. forduló | 2. forduló | 3. forduló | 3. forduló | 4. forduló | 4. forduló | Összesen | Összesen | Összesen |
| Versenyző    | Versenyszám | Pont       | Par        | Pont       | Par        | Pont       | Par        | Pont       | Par        | Pontszám | Par      | Helyezés |
| ------------ | ----------- | ---------- | ---------- | ---------- | ---------- | ---------- | ---------- | ---------- | ---------- | -------- | -------- | -------- |
| Anne van Dam | Női egyéni  | 75         | +3         | 74         | +2         | 78         | +6         | 72         | 0          | 299      | +11      | =44.     |

## Gördeszka
Női
| Versenyző         | Versenyszám  | Selejtező | Selejtező | Döntő   | Döntő   | Helyezés |
| Versenyző         | Versenyszám  | Pont      | Hely.     | Pont    | Hely.   | Helyezés |
| ----------------- | ------------ | --------- | --------- | ------- | ------- | -------- |
| Keet Oldenbeuving | Egyéni utcai | 210,78    | 15.       | kiesett | kiesett | 15.      |
| Roos Zwetsloot    | Egyéni utcai | 233,71    | 10.       | kiesett | kiesett | 10.      |

## Kézilabda

### Női
| Holland női kézilabdacsapat-játékoskeret                                                                                         | Holland női kézilabdacsapat-játékoskeret                                                                                      |
| --- | --- |
| - Laura van der Heijden - Lois Abbingh - Larissa Nüsser - Bo van Wetering - Judith van der Helm - Tamara Haggerty - Kim Molenaar | - Kelly Dulfer - Angela Malestein - Rinka Duijndam - Yara ten Holte - Nikita van der Vliet - Dione Housheer - Estavana Polman |
| Szövetségi kapitány: Per Johansson                                                                                               | |

#### Eredmények
Csoportkör
B csoport
| Hely. | Csapat                  | M | Gy | D | V | G+  | G–  | Gk  | P  | Továbbjutás |
| ----- | ----------------------- | - | -- | - | - | --- | --- | --- | -- | ----------- |
| 1.    | Franciaország (FRA) (R) | 5 | 5  | 0 | 0 | 159 | 124 | +35 | 10 | Negyeddöntő |
| 2.    | Hollandia (NED)         | 5 | 4  | 0 | 1 | 152 | 137 | +15 | 8  | Negyeddöntő |
| 3.    | Magyarország (HUN)      | 5 | 2  | 1 | 2 | 137 | 140 | −3  | 5  | Negyeddöntő |
| 4.    | Brazília (BRA)          | 5 | 2  | 0 | 3 | 127 | 119 | +8  | 4  | Negyeddöntő |
| 5.    | Angola (ANG)            | 5 | 1  | 1 | 3 | 131 | 154 | −23 | 3  |             |
| 6.    | Spanyolország (ESP)     | 5 | 0  | 0 | 5 | 111 | 143 | −32 | 0  |             |

| 2024. július 25. 11:00 | Hollandia (NED)     | 34–31       | Angola (ANG)      | Paris Expo Porte de Versailles, Párizs Nézőszám: 5765 Játékvezetők: Kuttler, Merz (GER) |
| 2024. július 25. 11:00 | Malestein, Polman 8 | (19–18)     | Nenganga, Paulo 6 | Paris Expo Porte de Versailles, Párizs Nézőszám: 5765 Játékvezetők: Kuttler, Merz (GER) |
| 2024. július 25. 11:00 | 1× 1×               | Jegyzőkönyv | 3×                | Paris Expo Porte de Versailles, Párizs Nézőszám: 5765 Játékvezetők: Kuttler, Merz (GER) |

| 2024. július 28. 21:00 | Franciaország (FRA) | 32–28       | Hollandia (NED) | Paris Expo Porte de Versailles, Párizs Nézőszám: 5748 Játékvezetők: Lah, Sok (SLO) |
| 2024. július 28. 21:00 | Valentini 10        | (17–14)     | Malestein 7     | Paris Expo Porte de Versailles, Párizs Nézőszám: 5748 Játékvezetők: Lah, Sok (SLO) |
| 2024. július 28. 21:00 | 2×                  | Jegyzőkönyv | 2×              | Paris Expo Porte de Versailles, Párizs Nézőszám: 5748 Játékvezetők: Lah, Sok (SLO) |

| 2024. július 30. 14:00 | Hollandia (NED) | 29–24       | Spanyolország (ESP) | Paris Expo Porte de Versailles, Párizs Nézőszám: 5834 Játékvezetők: Hansen, Madsen (DEN) |
| 2024. július 30. 14:00 | van Wetering 5  | (14–12)     | Arcos 6             | Paris Expo Porte de Versailles, Párizs Nézőszám: 5834 Játékvezetők: Hansen, Madsen (DEN) |
| 2024. július 30. 14:00 | 1× 1×           | Jegyzőkönyv | 2× 1×               | Paris Expo Porte de Versailles, Párizs Nézőszám: 5834 Játékvezetők: Hansen, Madsen (DEN) |

| 2024. augusztus 1. 9:00 | Hollandia (NED) | 31–24       | Brazília (BRA) | Paris Expo Porte de Versailles, Párizs Nézőszám: 5653 Játékvezetők: Konjičanin, Konjičanin (BIH) |
| 2024. augusztus 1. 9:00 | van Wetering 6  | (17–13)     | Bitolo 7       | Paris Expo Porte de Versailles, Párizs Nézőszám: 5653 Játékvezetők: Konjičanin, Konjičanin (BIH) |
| 2024. augusztus 1. 9:00 | 1×              | Jegyzőkönyv | 3× 1×          | Paris Expo Porte de Versailles, Párizs Nézőszám: 5653 Játékvezetők: Konjičanin, Konjičanin (BIH) |

| 2024. augusztus 3. 9:00 | Magyarország (HUN) | 26–30       | Hollandia (NED) | Paris Expo Porte de Versailles, Párizs Nézőszám: 5841 Játékvezetők: Bonaventura, Bonaventura (FRA) |
| 2024. augusztus 3. 9:00 | Klujber, Lukács 5  | (16–19)     | Abbingh 7       | Paris Expo Porte de Versailles, Párizs Nézőszám: 5841 Játékvezetők: Bonaventura, Bonaventura (FRA) |
| 2024. augusztus 3. 9:00 | 4× 1×              | Jegyzőkönyv | 3×              | Paris Expo Porte de Versailles, Párizs Nézőszám: 5841 Játékvezetők: Bonaventura, Bonaventura (FRA) |

Negyeddöntő
| 2024. augusztus 6. 9:30 | Dánia (DEN)     | 29–25       | Hollandia (NED)          | Stade Pierre-Mauroy, Lille Nézőszám: 20 372 Játékvezetők: Kurtagic, Wetterwik (SWE) |
| 2024. augusztus 6. 9:30 | Hansen, Friis 6 | (11–10)     | van Wetering, Housheer 7 | Stade Pierre-Mauroy, Lille Nézőszám: 20 372 Játékvezetők: Kurtagic, Wetterwik (SWE) |
| 2024. augusztus 6. 9:30 | 5× 1×           | Jegyzőkönyv | 5×                       | Stade Pierre-Mauroy, Lille Nézőszám: 20 372 Játékvezetők: Kurtagic, Wetterwik (SWE) |

| Csapat          | Helyezés |
| --------------- | -------- |
| Hollandia (NED) | 5.       |

## Kosárlabda

### Férfi 3x3
| Holland férfi 3x3 kosárlabdacsapat-játékoskeret | Holland férfi 3x3 kosárlabdacsapat-játékoskeret |
| ----------------------------------------------- | ----------------------------------------------- |
| - Worthy de Jong - Jan Driessen                 | - Arvin Slagter - Dimeo van der Horst           |

#### Eredmények
Csoportkör
| Hely. | Csapat                  | M | Gy | V | P+  | P–  | Pk  | Továbbjutás |
| ----- | ----------------------- | - | -- | - | --- | --- | --- | ----------- |
| 1.    | Lettország (LAT)        | 7 | 7  | 0 | 147 | 103 | +44 | Elődöntő    |
| 2.    | Hollandia (NED)         | 7 | 5  | 2 | 133 | 112 | +21 | Elődöntő    |
| 3.    | Litvánia (LTU)          | 7 | 4  | 3 | 134 | 125 | +9  | Negyeddöntő |
| 4.    | Szerbia (SRB)           | 7 | 4  | 3 | 129 | 123 | +6  | Negyeddöntő |
| 5.    | Franciaország (FRA) (R) | 7 | 3  | 4 | 131 | 132 | −1  | Negyeddöntő |
| 6.    | Lengyelország (POL)     | 7 | 2  | 5 | 116 | 139 | −23 | Negyeddöntő |
| 7.    | Egyesült Államok (USA)  | 7 | 2  | 5 | 116 | 138 | −22 |             |
| 8.    | Kína (CHN)              | 7 | 1  | 6 | 107 | 141 | −34 |             |

1. 1 2  Litvánia 20–18 Szerbia
2. 1 2  Egyesült Államok 17–19 Lengyelország

| 2024. július 30. 19:05 | Kína (CHN)  | 16–21 | Hollandia (NED) | Concorde tér, Párizs Játékvezetők: Markos Michaelides (SUI), Najib Chajiddine (FRA) |
| 2024. július 30. 19:05 | Jegyzőkönyv |       |                 | Concorde tér, Párizs Játékvezetők: Markos Michaelides (SUI), Najib Chajiddine (FRA) |
| 2024. július 30. 19:05 | Zhang 7     | Pont  | De Jong 9       | Concorde tér, Párizs Játékvezetők: Markos Michaelides (SUI), Najib Chajiddine (FRA) |

| 2024. július 31. 18:35 | Lettország (LAT) | 21–12 | Hollandia (NED) | Concorde tér, Párizs Játékvezetők: Csabai-Kaskötő Brigitta (HUN), Deanna Jackson (USA) |
| 2024. július 31. 18:35 | Jegyzőkönyv      |       |                 | Concorde tér, Párizs Játékvezetők: Csabai-Kaskötő Brigitta (HUN), Deanna Jackson (USA) |
| 2024. július 31. 18:35 | Lasmanis 8       | Pont  | de Jong 7       | Concorde tér, Párizs Játékvezetők: Csabai-Kaskötő Brigitta (HUN), Deanna Jackson (USA) |

| 2024. augusztus 1. 10:05 | Hollandia (NED)          | 19–21 | Szerbia (SRB) | Concorde tér, Párizs Játékvezetők: Markos Michaelides (SUI), Csabai-Kaskötő Brigitta (HUN) |
| 2024. augusztus 1. 10:05 | Jegyzőkönyv              |       |               | Concorde tér, Párizs Játékvezetők: Markos Michaelides (SUI), Csabai-Kaskötő Brigitta (HUN) |
| 2024. augusztus 1. 10:05 | Van der Horst, De Jong 8 | Pont  | Branković 9   | Concorde tér, Párizs Játékvezetők: Markos Michaelides (SUI), Csabai-Kaskötő Brigitta (HUN) |

| 2024. augusztus 1. 14:05 | Hollandia (NED) | 20–13 | Franciaország (FRA) | Concorde tér, Párizs Játékvezetők: Jasmina Juras (SRB), Csabai-Kaskötő Brigitta (HUN) |
| 2024. augusztus 1. 14:05 | Jegyzőkönyv     |       |                     | Concorde tér, Párizs Játékvezetők: Jasmina Juras (SRB), Csabai-Kaskötő Brigitta (HUN) |
| 2024. augusztus 1. 14:05 | van der Horst 8 | Pont  | Dussoulier 6        | Concorde tér, Párizs Játékvezetők: Jasmina Juras (SRB), Csabai-Kaskötő Brigitta (HUN) |

| 2024. augusztus 2. 10:35 | Lengyelország (POL) | 17–21 | Hollandia (NED) | Concorde tér, Párizs Játékvezetők: Deanna Jackson (USA), Jasmina Juras (SRB) |
| 2024. augusztus 2. 10:35 | Jegyzőkönyv         |       |                 | Concorde tér, Párizs Játékvezetők: Deanna Jackson (USA), Jasmina Juras (SRB) |
| 2024. augusztus 2. 10:35 | Zamojski 8          | Pont  | három játékos 6 | Concorde tér, Párizs Játékvezetők: Deanna Jackson (USA), Jasmina Juras (SRB) |

| 2024. augusztus 2. 13:25 | Hollandia (NED) | 19–18 | Litvánia (LTU) | Concorde tér, Párizs Játékvezetők: Deanna Jackson (USA), Jasmina Juras (SRB) |
| 2024. augusztus 2. 13:25 | Jegyzőkönyv     |       |                | Concorde tér, Párizs Játékvezetők: Deanna Jackson (USA), Jasmina Juras (SRB) |
| 2024. augusztus 2. 13:25 | De Jong 6       | Pont  | Pukelis 7      | Concorde tér, Párizs Játékvezetők: Deanna Jackson (USA), Jasmina Juras (SRB) |

| 2024. augusztus 4. 19:05 | Egyesült Államok (USA) | 6–21 | Hollandia (NED) | Concorde tér, Párizs Játékvezetők: Edmond Ho (HKG), Jasmina Juras (SRB) |
| 2024. augusztus 4. 19:05 | Jegyzőkönyv            |      |                 | Concorde tér, Párizs Játékvezetők: Edmond Ho (HKG), Jasmina Juras (SRB) |
| 2024. augusztus 4. 19:05 | három játékos 2        | Pont | De Jong 11      | Concorde tér, Párizs Játékvezetők: Edmond Ho (HKG), Jasmina Juras (SRB) |

Elődöntő
| 2024. augusztus 5. 18:00 | Hollandia (NED) | 20–9 | Litvánia (LTU) | Concorde tér, Párizs Játékvezetők: Markos Michaelides (SUI), Deanna Jackson (USA) |
| 2024. augusztus 5. 18:00 | Jegyzőkönyv     |      |                | Concorde tér, Párizs Játékvezetők: Markos Michaelides (SUI), Deanna Jackson (USA) |
| 2024. augusztus 5. 18:00 | De Jong 8       | Pont | Pukelis 4      | Concorde tér, Párizs Játékvezetők: Markos Michaelides (SUI), Deanna Jackson (USA) |

Döntő
| 2024. augusztus 5. 22:30 | Franciaország (FRA)   | 17–18 (h. u.) | Hollandia (NED) | Concorde tér, Párizs Játékvezetők: Vlad Ghizdareanu (ROU), Jasmina Juras (SRB) |
| 2024. augusztus 5. 22:30 | Jegyzőkönyv           |               |                 | Concorde tér, Párizs Játékvezetők: Vlad Ghizdareanu (ROU), Jasmina Juras (SRB) |
| 2024. augusztus 5. 22:30 | Dussoulier, Seguela 5 | Pont          | De Jong 7       | Concorde tér, Párizs Játékvezetők: Vlad Ghizdareanu (ROU), Jasmina Juras (SRB) |

| Csapat          | Helyezés |
| --------------- | -------- |
| Hollandia (NED) |          |

## Lovaglás
Díjlovaglás
Díjugratás
Lovastusa

## Műugrás
Női
| Versenyző        | Versenyszám        | Selejtező | Selejtező | Elődöntő | Elődöntő | Döntő  | Döntő    |
| Versenyző        | Versenyszám        | Pont      | Helyezés  | Pont     | Helyezés | Pont   | Helyezés |
| ---------------- | ------------------ | --------- | --------- | -------- | -------- | ------ | -------- |
| Else Praasterink | Egyéni toronyugrás | 281,60    | 15.       | 292,80   | 12.      | 250,35 | 12.      |

## Ökölvívás
Női
| Versenyző       | Versenyszám | Selejtező         | Nyolcaddöntő                           | Negyeddöntő                  | Elődöntő          | Döntő             | Helyezés |
| Versenyző       | Versenyszám | Ellenfél Eredmény | Ellenfél Eredmény                      | Ellenfél Eredmény            | Ellenfél Eredmény | Ellenfél Eredmény | Helyezés |
| --------------- | ----------- | ----------------- | -------------------------------------- | ---------------------------- | ----------------- | ----------------- | -------- |
| Chelsey Heijnen | Könnyűsúly  | erőnyerő          | Von Ungjong (Won Un-gyong) (PRK) · 4–1 | Beatriz Ferreira (BRA) · 0–5 | kiesett           | kiesett           | 5.       |

## Röplabda

### Női
| Holland női röplabdacsapat-játékoskeret                                                         | Holland női röplabdacsapat-játékoskeret                                                                |
| ----------------------------------------------------------------------------------------------- | --- |
| - Indy Baijens - Britt Bongaerts - Anne Buijs - Nika Daalderop - Elles Dambrink - Marrit Jasper | - Jolien Knollema - Juliët Lohuis - Celeste Plak - Florien Reesink - Eline Timmerman - Sarah van Aalen |

#### Eredmények
Csoportkör
C csoport
| Hely. | Csapat                      | M | Gy | V | Pont | Sz+ | Sz– | SzA   | P+  | P–  | PA    | Továbbjutás |
| ----- | --------------------------- | - | -- | - | ---- | --- | --- | ----- | --- | --- | ----- | ----------- |
| 1.    | Olaszország (ITA)           | 3 | 3  | 0 | 9    | 9   | 1   | 9,000 | 253 | 199 | 1,271 | Negyeddöntő |
| 2.    | Törökország (TUR)           | 3 | 2  | 1 | 5    | 6   | 6   | 1,000 | 250 | 262 | 0,954 | Negyeddöntő |
| 3.    | Dominikai Köztársaság (DOM) | 3 | 1  | 2 | 3    | 5   | 7   | 0,714 | 264 | 284 | 0,930 | Negyeddöntő |
| 4.    | Hollandia (NED)             | 3 | 0  | 3 | 1    | 3   | 9   | 0,333 | 260 | 282 | 0,922 |             |

| 2024. július 29. 9:00 | Törökország (TUR)                               | 3–2 | Hollandia (NED) | South Paris Arena 1, Párizs Nézőszám: 9471 Játékvezető: Denny Cespedes (DOM), Stefano Cesare (ITA) |
| 2024. július 29. 9:00 | (19–25, 19–25, 25–22, 25–22, 15–13) Jegyzőkönyv |     |                 | South Paris Arena 1, Párizs Nézőszám: 9471 Játékvezető: Denny Cespedes (DOM), Stefano Cesare (ITA) |

| 2024. augusztus 1. 17:00 | Olaszország (ITA)                 | 3–0 | Hollandia (NED) | South Paris Arena 1, Párizs Nézőszám: 9400 Játékvezető: Angela Grass (BRA), Sumie Myoi (JPN) |
| 2024. augusztus 1. 17:00 | (29–27, 25–18, 25–19) Jegyzőkönyv |     |                 | South Paris Arena 1, Párizs Nézőszám: 9400 Játékvezető: Angela Grass (BRA), Sumie Myoi (JPN) |

| 2024. augusztus 3. 9:00 | Hollandia (NED)                          | 1–3 | Dominikai Köztársaság (DOM) | South Paris Arena 1, Párizs Nézőszám: 9433 Játékvezető: Scott Dziewirz (CAN), Ivaylo Ivanov (BUL) |
| 2024. augusztus 3. 9:00 | (25–22, 21–25, 17–25, 26–28) Jegyzőkönyv |     |                             | South Paris Arena 1, Párizs Nézőszám: 9433 Játékvezető: Scott Dziewirz (CAN), Ivaylo Ivanov (BUL) |

| Csapat          | Helyezés |
| --------------- | -------- |
| Hollandia (NED) | 10.      |

### Strandröplabda

#### Férfi
| Versenyző                          | Csoportkör | Csoportkör | 16 közé jutásért  | Nyolcaddöntő                                                       | Negyeddöntő                                                      | Elődöntő          | Döntő             | Helyezés |
| Versenyző                          | Ellenfél Eredmény | Hely.      | Ellenfél Eredmény | Ellenfél Eredmény                                                  | Ellenfél Eredmény                                                | Ellenfél Eredmény | Ellenfél Eredmény | Helyezés |
| ---------------------------------- | --- | ---------- | ----------------- | ------------------------------------------------------------------ | ---------------------------------------------------------------- | ----------------- | ----------------- | -------- |
| Stefan Boermans Yorick de Groot    | F csoport · Spanyolország (ESP) · Adrián Gavira · Pablo Herrera · 21–15, 21–15 · Egyesült Államok (USA) · Chase Budinger · Miles Evans · 21–13, 21–15 · Franciaország (FRA) · Arnaud Gauthier-Rat · Youssef Krou · 21–15, 21–16 | 1.         |                   | Csehország (CZE) · Ondřej Perušič · David Schweiner · 21–18, 21–16 | Németország (GER) · Nils Ehlers · Clemens Wickler · 20–22, 15–21 | kiesett           | kiesett           | 5.       |
| Matthew Immers Steven van de Velde | B csoport · Olaszország (ITA) · Adrian Carambula · Alex Ranghieri · 20–22, 21–19, 13–15 · Chile (CHI) · Esteban Grimalt · Marco Grimalt · 21–19, 21–16 · Norvégia (NOR) · Anders Mol · Christian Sørum · 16–21, 19–21           | 2.         |                   | Brazília (BRA) · Arthur Lanci · Evandro Oliveira · 16–21, 16–21    | kiesett                                                          | kiesett           | kiesett           | 9.       |

#### Női
| Versenyző               | Csoportkör | Csoportkör | 16 közé jutásért  | Nyolcaddöntő                                                                       | Negyeddöntő       | Elődöntő          | Döntő             | Helyezés |
| Versenyző               | Ellenfél Eredmény | Hely.      | Ellenfél Eredmény | Ellenfél Eredmény                                                                  | Ellenfél Eredmény | Ellenfél Eredmény | Ellenfél Eredmény | Helyezés |
| ----------------------- | --- | ---------- | ----------------- | ---------------------------------------------------------------------------------- | ----------------- | ----------------- | ----------------- | -------- |
| Raïsa Schoon Katja Stam | E csoport · Litvánia (LTU) · Monika Paulikienė · Ainė Raupelytė · 21–19, 21–17 · Japán (JPN) · Akiko Hasegawa · Miki Ishii · 21–16, 21–14 · Brazília (BRA) · Carolina Solberg Salgado · Bárbara Seixas · 21–16, 17–21, 17–19 | 2.         |                   | Spanyolország (ESP) · Daniela Álvarez Mendoza · Tania Moreno · 21–18, 19–21, 13–15 | kiesett           | kiesett           | kiesett           | 9.       |

## Szinkronúszás
| Versenyző                            | Versenyszám | Döntő               | Döntő               | Döntő            | Döntő            | Döntő      | Döntő      | Helyezés |
| Versenyző                            | Versenyszám | Technikai gyakorlat | Technikai gyakorlat | Szabad gyakorlat | Szabad gyakorlat | Összesítés | Összesítés | Helyezés |
| Versenyző                            | Versenyszám | Pont                | Hely.               | Pont             | Hely.            | Pont       | Hely.      | Helyezés |
| ------------------------------------ | ----------- | ------------------- | ------------------- | ---------------- | ---------------- | ---------- | ---------- | -------- |
| Bregje de Brouwer Noortje de Brouwer | Páros       | 264,7066            | 3.                  | 293,6897         | 2.               | 558,3963   | 3.         |          |

## Tenisz
Férfi
| Versenyző                        | Versenyszám | 64-es főtábla                     | 32-es főtábla                                                                   | Nyolcaddöntő                                                                  | Negyeddöntő       | Elődöntő          | Bronz- mérkőzés   | Döntő             | Helyezés |
| Versenyző                        | Versenyszám | Ellenfél Eredmény                 | Ellenfél Eredmény                                                               | Ellenfél Eredmény                                                             | Ellenfél Eredmény | Ellenfél Eredmény | Ellenfél Eredmény | Ellenfél Eredmény | Helyezés |
| -------------------------------- | ----------- | --------------------------------- | ------------------------------------------------------------------------------- | ----------------------------------------------------------------------------- | ----------------- | ----------------- | ----------------- | ----------------- | -------- |
| Tallon Griekspoor                | Egyes       | Petrosz Cicipász (GRE) · 6–2, 6–3 | Carlos Alcaraz (ESP) · 1–6, 6–7(3–7)                                            | kiesett                                                                       | kiesett           | kiesett           | kiesett           | kiesett           | 17.      |
| Robin Haase                      | Egyes       | Sebastian Ofner (AUT) · 5–7, 2–6  | kiesett                                                                         | kiesett                                                                       | kiesett           | kiesett           | kiesett           | kiesett           | 33.      |
| Tallon Griekspoor Wesley Koolhof | Páros       |                                   | Magyarország (HUN) · Fucsovics Márton · Marozsán Fábián · 6–2, 6–3              | Spanyolország (ESP) · Carlos Alcaraz · Rafael Nadal · 4–6, 7–6(7–2), [2]–[10] | kiesett           | kiesett           | kiesett           | kiesett           | 9.       |
| Robin Haase Jean-Julien Rojer    | Páros       |                                   | Argentína (ARG) · Tomás Martín Etcheverry · Mariano Navone · 7–6(7–3), 7–6(7–4) | Egyesült Államok (USA) · Taylor Fritz · Tommy Paul · 3–6, 4–6                 | kiesett           | kiesett           | kiesett           | kiesett           | 9.       |

Női
| Versenyző                | Versenyszám | 64-es főtábla                   | 32-es főtábla                                                                 | Nyolcaddöntő      | Negyeddöntő       | Elődöntő          | Bronz- mérkőzés   | Döntő             | Helyezés |
| Versenyző                | Versenyszám | Ellenfél Eredmény               | Ellenfél Eredmény                                                             | Ellenfél Eredmény | Ellenfél Eredmény | Ellenfél Eredmény | Ellenfél Eredmény | Ellenfél Eredmény | Helyezés |
| ------------------------ | ----------- | ------------------------------- | ----------------------------------------------------------------------------- | ----------------- | ----------------- | ----------------- | ----------------- | ----------------- | -------- |
| Arantxa Rus              | Egyes       | Olivia Gadecki (AUS) · 6–4, 6–1 | Cseng Csin-ven (Zheng Qinwen) (CHN) · 2–6, 4–6                                | kiesett           | kiesett           | kiesett           | kiesett           | kiesett           | 17.      |
| Arantxa Rus Demi Schuurs | Páros       |                                 | Franciaország (FRA) · Caroline Garcia · Diane Parry · 7–6(7–2), 3–6, [4]–[10] | kiesett           | kiesett           | kiesett           | kiesett           | kiesett           | 17.      |

Vegyes
| Versenyző                   | Versenyszám | Nyolcaddöntő                                                            | Negyeddöntő                                                                  | Elődöntő                                                                                      | Bronz- mérkőzés                                                           | Döntő             | Helyezés |
| Versenyző                   | Versenyszám | Ellenfél Eredmény                                                       | Ellenfél Eredmény                                                            | Ellenfél Eredmény                                                                             | Ellenfél Eredmény                                                         | Ellenfél Eredmény | Helyezés |
| --------------------------- | ----------- | ----------------------------------------------------------------------- | ---------------------------------------------------------------------------- | --------------------------------------------------------------------------------------------- | ------------------------------------------------------------------------- | ----------------- | -------- |
| Wesley Koolhof Demi Schuurs | Páros       | Görögország (GRE) · Sztéfanosz Cicipász · María Szákari · 6–4, 7–6(7–3) | Olaszország (ITA) · Sara Errani · Andrea Vavassori · 6–7(4–7), 6–3, [11]–[9] | Kína (CHN) · Csang Cse-csen (Zhang Zhizhen) · Vang Hszin-jü (Wang Xinyu) · 6–2, 4–6, [4]–[10] | Kanada (CAN) · Félix Auger-Aliassime · Gabriela Dabrowski · 3–6, 6–7(2–7) |                   | 4.       |

## Tollaslabda
| Versenyző                  | Versenyszám  | Csoportkör | Csoportkör | Nyolcaddöntő      | Negyeddöntő       | Elődöntő          | Bronz- mérkőzés   | Döntő             | Helyezés |
| Versenyző                  | Versenyszám  | Ellenfél Eredmény | Hely.      | Ellenfél Eredmény | Ellenfél Eredmény | Ellenfél Eredmény | Ellenfél Eredmény | Ellenfél Eredmény | Helyezés |
| -------------------------- | ------------ | --- | ---------- | ----------------- | ----------------- | ----------------- | ----------------- | ----------------- | -------- |
| Selena Piek Robin Tabeling | Vegyes páros | B csoport · Thaiföld (THA) · Dechapol Puavaranukroh · Sapsiree Taerattanachai · 14–21, 16–21 · Dél-Korea (KOR) · Chae Yoo-jung · Seo Seung-jae · 16–21, 12–21 · Algéria (ALG) · Koceila Mammeri · Tanina Mammeri · 21–18, 21–9 | 3.         |                   | kiesett           | kiesett           | kiesett           | kiesett           | 9.       |

## Vívás
Férfi
| Versenyző     | Versenyszám       | Selejtező         | 32-es főtábla                  | Nyolcaddöntő      | Negyeddöntő       | Elődöntő          | Bronz- mérkőzés   | Döntő             | Helyezés |
| Versenyző     | Versenyszám       | Ellenfél Eredmény | Ellenfél Eredmény              | Ellenfél Eredmény | Ellenfél Eredmény | Ellenfél Eredmény | Ellenfél Eredmény | Ellenfél Eredmény | Helyezés |
| ------------- | ----------------- | ----------------- | ------------------------------ | ----------------- | ----------------- | ----------------- | ----------------- | ----------------- | -------- |
| Tristan Tulen | Párbajtőr, egyéni | erőnyerő          | Federico Vismara (ITA) · 11–15 | kiesett           | kiesett           | kiesett           | kiesett           | kiesett           | 27.      |

## Vízilabda

### Női
| Holland női vízilabdacsapat-játékoskeret                                                                         | Holland női vízilabdacsapat-játékoskeret                                                                            |
| --- | --- |
| - Laura Aarts - Sarah Buis - Kitty-Lynn Joustra - Maartje Keuning - Lola Moolhuijzen - Bente Rogge - Lieke Rogge | - Vivian Sevenich - Brigitte Sleeking - Nina ten Broek - Simone van de Kraats - Sabrina van der Sloot - Iris Wolves |

#### Eredmények
Csoportkör
A csoport
| Hely. | Csapat       | M | Gy | BGy | BV | V | G+ | G– | Gk  | P  | Továbbjutás |
| ----- | ------------ | - | -- | --- | -- | - | -- | -- | --- | -- | ----------- |
| 1.    | Ausztrália   | 4 | 2  | 2   | 0  | 0 | 33 | 28 | +5  | 10 | Negyeddöntő |
| 2.    | Hollandia    | 4 | 3  | 0   | 1  | 0 | 52 | 37 | +15 | 10 | Negyeddöntő |
| 3.    | Magyarország | 4 | 2  | 0   | 1  | 1 | 46 | 37 | +9  | 7  | Negyeddöntő |
| 4.    | Kanada       | 4 | 1  | 0   | 0  | 3 | 37 | 49 | −12 | 3  | Negyeddöntő |
| 5.    | Kína         | 4 | 0  | 0   | 0  | 4 | 34 | 51 | −17 | 0  |             |

1. 1 2  Hollandia 14–15 Ausztrália

| 2024. július 27. 14:00 | Hollandia (NED)      | 10–8        | Magyarország (HUN) | Paris Aquatics Centre Játékvezetők: Alessia Ferrari (ITA), Sébastien Dervieux (FRA) |
| 2024. július 27. 14:00 | (4–2, 0–1, 4–5, 2–0) |             |                    | Paris Aquatics Centre Játékvezetők: Alessia Ferrari (ITA), Sébastien Dervieux (FRA) |
| 2024. július 27. 14:00 | B. Rogge 3           | Jegyzőkönyv | Vályi 3            | Paris Aquatics Centre Játékvezetők: Alessia Ferrari (ITA), Sébastien Dervieux (FRA) |

| 2024. július 29. 18:30 | Kína (CHN)           | 11–15       | Hollandia (NED)          | Paris Aquatics Centre Játékvezetők: Alessia Ferrari (ITA), Chisato Kurosaki (JPN) |
| 2024. július 29. 18:30 | (4–1, 4–4, 1–5, 2–5) |             |                          | Paris Aquatics Centre Játékvezetők: Alessia Ferrari (ITA), Chisato Kurosaki (JPN) |
| 2024. július 29. 18:30 | három játékos 2      | Jegyzőkönyv | Keuning, Van der Sloot 3 | Paris Aquatics Centre Játékvezetők: Alessia Ferrari (ITA), Chisato Kurosaki (JPN) |

| 2024. július 31. 14:00 | Hollandia (NED)                | 14–15       | Ausztrália (AUS)  | Paris Aquatics Centre Játékvezetők: Jennifer McCall (USA), Natalia Markopoulou (GRE) |
| 2024. július 31. 14:00 | (3–1, 1–2, 1–3, 2–1, bü.: 7–8) |             |                   | Paris Aquatics Centre Játékvezetők: Jennifer McCall (USA), Natalia Markopoulou (GRE) |
| 2024. július 31. 14:00 | Van de Kraats, Van der Sloot 2 | Jegyzőkönyv | Green, Williams 2 | Paris Aquatics Centre Játékvezetők: Jennifer McCall (USA), Natalia Markopoulou (GRE) |

| 2024. augusztus 4. 18:30 | Kanada (CAN)         | 11–20       | Hollandia (NED) | Paris Aquatics Centre Játékvezetők: Jennifer McCall (USA), Aurélie Blanchard (FRA) |
| 2024. augusztus 4. 18:30 | (4–5, 2–6, 3–4, 2–5) |             |                 | Paris Aquatics Centre Játékvezetők: Jennifer McCall (USA), Aurélie Blanchard (FRA) |
| 2024. augusztus 4. 18:30 | Bakoc 3              | Jegyzőkönyv | L. Rogge 5      | Paris Aquatics Centre Játékvezetők: Jennifer McCall (USA), Aurélie Blanchard (FRA) |

Negyeddöntő
| 2024. augusztus 6. 15:35 | Hollandia (NED)      | 11–8        | Olaszország (ITA) | Paris La Défense Arena, Nanterre Játékvezetők: Jennifer McCall (USA), Debreceni Nóra (HUN) |
| 2024. augusztus 6. 15:35 | (2–2, 3–2, 1–1, 5–3) |             |                   | Paris La Défense Arena, Nanterre Játékvezetők: Jennifer McCall (USA), Debreceni Nóra (HUN) |
| 2024. augusztus 6. 15:35 | négy játékos 2       | Jegyzőkönyv | Marletta 3        | Paris La Défense Arena, Nanterre Játékvezetők: Jennifer McCall (USA), Debreceni Nóra (HUN) |

Elődöntő
| 2024. augusztus 8. 14:35 | Hollandia (NED)                | 18–19       | Spanyolország (ESP) | Paris La Défense Arena, Nanterre Játékvezetők: Boris Margeta (SLO), Alessia Ferrari (ITA) |
| 2024. augusztus 8. 14:35 | (1–6, 4–4, 6–1, 3–3, bü.: 4–5) |             |                     | Paris La Défense Arena, Nanterre Játékvezetők: Boris Margeta (SLO), Alessia Ferrari (ITA) |
| 2024. augusztus 8. 14:35 | Van de Kraats 4                | Jegyzőkönyv | Forca 5             | Paris La Défense Arena, Nanterre Játékvezetők: Boris Margeta (SLO), Alessia Ferrari (ITA) |

Bronzmérkőzés
| 2024. augusztus 10. 10:35 | Egyesült Államok (USA) | 10–11       | Hollandia (NED) | Paris La Défense Arena, Nanterre Játékvezetők: Marta Cabañas (ESP), Rafaele Colombo (ITA) |
| 2024. augusztus 10. 10:35 | (3–2, 4–1, 2–3, 1–5)   |             |                 | Paris La Défense Arena, Nanterre Játékvezetők: Marta Cabañas (ESP), Rafaele Colombo (ITA) |
| 2024. augusztus 10. 10:35 | három játékos 2        | Jegyzőkönyv | Van der Sloot 6 | Paris La Défense Arena, Nanterre Játékvezetők: Marta Cabañas (ESP), Rafaele Colombo (ITA) |

| Csapat          | Helyezés |
| --------------- | -------- |
| Hollandia (NED) |          |